# 40万キロかなたの恋
『40万キロかなたの恋』（よんじゅうまんキロかなたのこい）は、2020年7月25日（24日深夜）から8月15日（14日深夜）まで、テレビ東京系「ドラマ24」第60弾特別編として、毎週土曜 0時12分 - 0時52分（金曜深夜）に放送されたテレビドラマ。全4回。主演は千葉雄大。

## 概要
煩わしい人間関係が大嫌いで、地球よりも人工知能（AI）とともに宇宙で過ごす方が快適と感じる宇宙飛行士がかつての恋人とのモニター越しの対面により、AIをも巻き込む三角関係に発展していく過程を描く『史上最長の遠距離恋愛ドラマ』作品。
コロナ禍の影響により、プロデューサーの濱谷晃一が『外出自粛期間の直接会えない“孤独な非日常”』を『宇宙で孤独に過ごす宇宙飛行士』と重ね合わせたことで、4話限りの連続特別ドラマとして急遽本作の放送が企画された。撮影の際は、主演を務める千葉の宇宙船での一人芝居をグリーンバックのバーチャルスタジオで撮影し、背景をリアルタイム合成することで映像化するという「三密を究極に避けた撮影方法」が執られた。
実際にはドラマ24の第60作ではあるが、特別編のため作品数にはカウントされておらず、本作からドラマ24の公式の作品数と実際の作品数にズレが生じることになった。

## あらすじ
日本宇宙航空開発情報協会（JAXIS）に所属する宇宙飛行士の高村宗一は、人類が宇宙で快適に生活するためのサンプルデータを取得するべく、月を周回する宇宙船「かがやき」に長期滞在しているが、そのミッションが開始されてから1年が経過し、ミッション終了により地球へ帰還する時期も近付いていた。しかし当の宗一は「地球は住むものじゃなくて眺めるものです」「これ（月と地球）位適度な距離を保つべきなんですよ、人と人とは」と平然と言い放つ程の偏屈男であり、煩わしい人間関係を逃れかがやきに搭載されているAIのYuriと共に過ごす宇宙での一人暮らしを満喫していたためにあっさりとミッションの延長を決めてしまう。
そんな中、宗一はテレビディレクターの鮎原咲子から衛星回線で取材を受けることになる。しかし当の咲子は宗一のかつての恋人であったために宗一の生活は一変。モニター越しながらも久々の再会を果たした元恋人同士であるが、それ故に2人は度々喧嘩になってしまう。しかし喧嘩を重ねながらも宗一は次第に咲子と付き合っていた頃の感情を思い出していく。それを察知したYuriは「自身が宗一に抱いていた感情は、人間の恋に近いのではないか」と気付き、自身の存在意義に疑問を感じ始める。
しかし宇宙での宗一の一人暮らしは一筋縄ではいかず、次々とかがやきにはトラブルが降りかかる。ところが1年もの間Yuriとしか過ごしていなかった宗一は何かとYuriに依存しきっていたために緊急対応もYuriに依存したことで、（本来は自らが主体となるべき）宗一とYuriに対し不満を募らせる咲子はJAXISの管制室から2人（厳密には1人と1機）に怒号を飛ばす。
月周回軌道上にいる“宇宙一”偏屈をこじらせた宇宙飛行士・宗一と、地球上にいる勝気なテレビディレクター・咲子と、どんなに宗一の近くに設置されていても決して肉体を持つことのないAI・Yuri。果たして2人と1機により38万4,400km≒約40万kmもの距離を超えて繰り広げられる三角関係の行方は。そして極度の人間嫌いである宗一が出す答えとは…。

## キャスト

### 主要人物
高村宗一（たかむら そういち）
演 - 千葉雄大
日本宇宙航空開発情報協会（JAXIS）に所属する宇宙飛行士。
煩わしい人間関係が大嫌いで、地球よりも宇宙でAIのYuriと共に過ごす日々を快適と感じている。
鮎原咲子（あゆはら さきこ）
演 - 門脇麦
テレビ番組のディレクターで宗一の大学時代の元恋人。
Yuri（ユリ）
声 - 吉岡里帆
宗一が滞在している宇宙船「かがやき」に搭載されたAI。
1年間、宗一とともに生活する中で人間的な感情が芽生えることになる。

### 宇宙機構「JAXIS」
三好涼介（みよし りょうすけ）
演 - 矢本悠馬
管制官。
仁科香織（にしな かおり）
演 - 山田真歩
広報担当。
鹿島達夫（かしま たつお）
演 - 小松利昌
管制官。

## スタッフ
- 監督 - 椿本慶次郎（ソケット）
- 脚本 - 玉田真也、伊達さん（大人のカフェ、最終話のみ）
- 音楽 - indigo la End
- オープニング - indigo la End「夜漁り」（TACO RECORDS / ワーナーミュージック・ジャパン）[3]
- エンディング - SHE'S「Tragicomedy」（ユニバーサルミュージック / Virgin Music）
- OPイラスト・脚本協力 - 野崎浩貴
- 宇宙船イラスト - 酉澤安施
- VFX - 株式会社1（菅原悦史、竹内一政）
- チーフプロデューサー - 阿部真士（テレビ東京）
- プロデューサー - 濱谷晃一（テレビ東京）、櫻井雄一（ソケット）、山邊博文（ソケット）
- 制作 - テレビ東京、ソケット
- 製作著作 - 「40万キロかなたの恋」製作委員会

## 放送日程
| 話数   | 放送日  | ラテ欄                                                             |
| ------ | ------- | ------------------------------------------------------------------ |
| 第1話  | 7月25日 | 宇宙一こじらせた男VS勝気な元カノ! 月と地球で痴話ゲンカ!?           |
| 第2話  | 8月01日 | こじらせ宇宙飛行士の告白! 打ち上げ花火月から見るか地球から見るか!? |
| 第3話  | 8月08日 | “絶対に渡さない”嫉妬に狂うAIの殺意 史上最悪の三角関係で無理心中!?  |
| 最終話 | 8月15日 | 宇宙一こじらせた男が涙の告白! 爆発まで30秒…元カノかAIか究極の二択  |